# Friedrich Wilhelm von Müffling

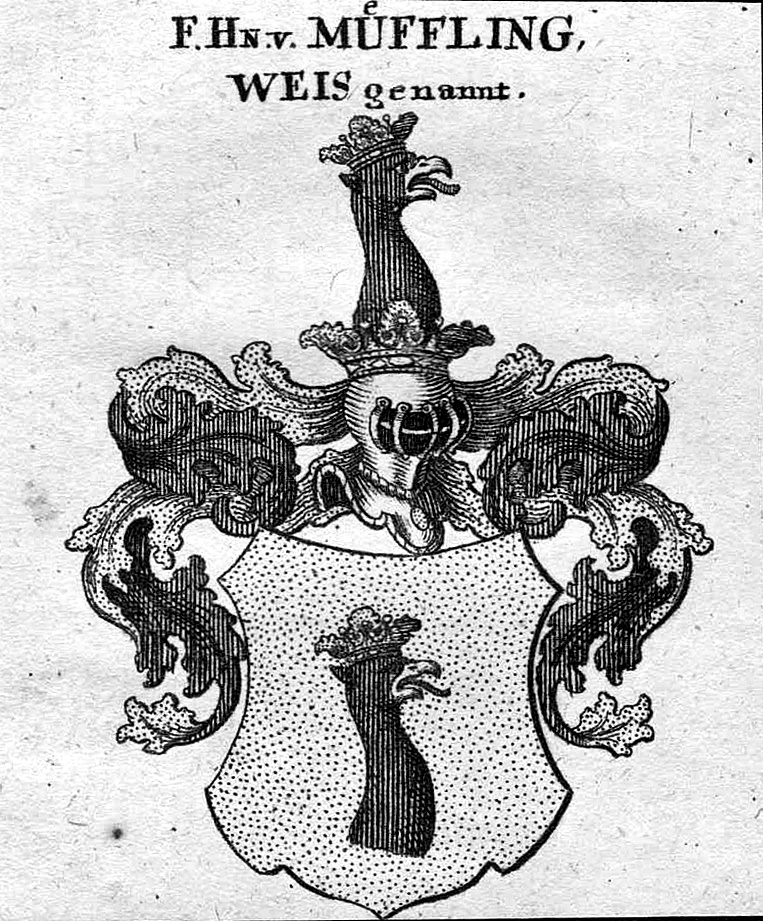
Familienwappen

Johann Friedrich Wilhelm von Müffling (* 14. Mai 1742 in Holzhausen; † 9. Dezember 1808 in Neiße) war ein preußischer Generalmajor und Chef des Infanterieregiments Nr. 49.

## Leben

### Herkunft
Johann Friedrich Wilhelm war der Sohn von Karl Friedrich von Müffling (* 1. Dezember 1707 in Wandersleben; † 4. Oktober 1780 in Günthersleben), Major im Altenburger Landregiment und Ritter des Johanniterordens, und dessen Ehefrau Anna Dorothea, geborene von Selzer aus dem Hause Eckstedt (* 4. Dezember 1703 in Berkhausen; † 23. Mai 1790 in Mühlberg).

### Militärlaufbahn
Müffling war ab 1755 zunächst Junker beim Leibregiment in Gotha. Am 3. März 1758 trat er in preußische Dienste über und wurde im Infanterieregiment Nr. 3 angestellt. Mit dem Regiment nahm Müffling während des Feldzuges 1758/63 an den Schlachten bei Kay, Liegnitz, den Gefechten bei  Adelsbach und Leutmannsdorf sowie den Belagerungen von Dresden und Schweidnitz teil. Zwischenzeitlich war er am 10. Mai 1761 Sekondeleutnant geworden. In den Nachkriegsjahren stieg er bis 2. Februar 1776 zum Kapitän und Kompaniechef in seinem Regiment auf und wurde am 8. Dezember 1786 schließlich Major. Als solcher nahm er im Jahr darauf am Feldzug in Holland teil. Hier kommandierte er das Füsilierbataillon „von Langelair“ Nr. 17 und wurde für das Gefecht bei Amstelveen am 1. Oktober 1787 mit dem Orden Pour le Mérite ausgezeichnet. Am 20. Januar 1789 wurde Müffling Chef des Füsilierbataillons „von Wilhelmi“ Nr. 18, mit dem er im Feldzug 1792/95 gegen das revolutionäre Frankreich kämpfte. Er kam bei der Kanonade von Valmy, der Schlacht bei Kaiserslautern sowie den Gefechten bei Waldalgesheim, Weidenthal, Edinghofen, Pallenberg und La Lune zum Einsatz. Während des Feldzuges wurde ihm als Oberstleutnant, am 12. September 1794, anlässlich der Erstürmung des Battenberges, das Kommando über das Infanterieregiment „von Kleist“ Nr. 12 übertragen. Ein Jahr nach seiner Beförderung zum Oberst übernahm er am 4. Januar 1796 das Infanterieregiment „von Thadden“ Nr. 3, in dem er seinerzeit seinen Dienst in der Preußischen Armee begonnen hatte.
In Anerkennung seiner Verdienste während des Feldzuges gegen Frankreich wurde Müffling Anfang März 1797 zum Amtshauptmann von Spandau mit einer jährlichen Zulage von 500 Talern ernannt. König Friedrich Wilhelm III. übergab ihm schließlich am 2. Oktober 1800 das Infanterieregiments „von Schönfeldt“ Nr. 49 und ernannte Müffling am 20. Mai 1801 mit Patent vom 9. Juni 1801 zum Generalmajor.
Bei der Mobilmachung 1806 gehörte Müffling mit seinem Regiment zum Korps Hohenlohe. Im gleichen Jahr wurde er während der Schlacht bei Jena schwer verwundet und verlor dabei ein Auge. Nach der preußischen Niederlage brachte man ihn nach Schlesien, wo er zwei Jahre später an seinen Verletzungen verstarb.

### Familie
Müffling hatte 1774 Christiane Charlotte Wilhelmine von Borschitten (* 16. Dezember 1743 in Möbisburg; † 30. September 1796 in Prenzlau) geheiratet. Aus der Ehe gingen folgende Kinder hervor:
- Philipp Friedrich Carl Ferdinand (1775–1851), preußischer Generalfeldmarschall ⚭ Wilhelmine von Schele-Scheelenburg (* 29. Oktober 1775; † 22. Januar 1836).
- Franz Karl Leopold (* 21. Juli 1776 in Halle (Saale); † 1803)
- Wilhelm (1778–1858), preußischer Generalleutnant ⚭ Johanna Wilhelmine Charlotte Wucherer (* 26. November 1785 in Halle (Saale); † 12. Februar 1809 ebenda)
- Luise Johanna Wilhelmine Juliane (* 6. August 1780 in Halle (Saale))
- Josepha Luise Karoline Henriette (* 1. Februar 1785 in Halle (Saale); † 10. März 1846) ⚭ 1811 Heinrich Maximilian von Kehler (* 29. Mai 1768; † 9. Dezember 1842), Gerichtspräsident in Neiße